# Hemiscyllium halmahera
Espèce
Hemiscyllium halmahera est une espèce de requins-chabots « marcheurs » de la famille des Hemiscylliidae originaire d'Indonésie.

## Systématique
L'espèce Hemiscyllium halmahera a été initialement en 2013 par Gerald R. Allen et Mark V. Erdmann (d) dans une publication co-écrite avec Christine L. Dudgeon (d).

## Description
L'apparence d’Hemiscyllium halmahera est proche de celle de son cousin Hemiscyllium galei : forme très allongée (presque serpentiforme) sur une très longue queue, nageoires dorsales très en arrière, robe brun gris tachetées de différentes couleurs sombres et alternée de grandes taches noires marginées de blanc, qui deviennent de larges rayures au niveau de la queue. Ses nageoires pectorales et anales sont modifiées pour permettre la reptation sur le fond, et la caudale est fine et arrondie, contrairement à celle des requins nageurs. Sa taille ne semble pas dépasser 70 cm.

## Écologie et comportement
La particularité qui a le plus étonné les chercheurs est que ce requin semble se déplacer principalement en « marchant » sur le fond à l'aide de ses nageoires pectorales et anales, à la manière d'un tétrapode,.

## Habitat et répartition

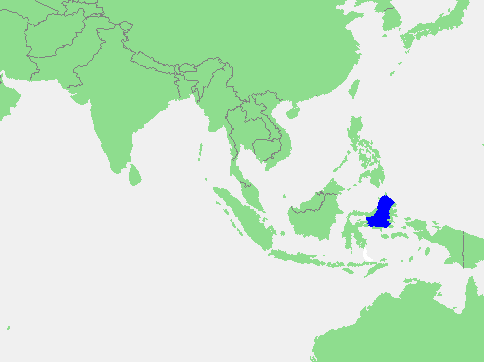
Localisation de la mer des Moluques, en Indonésie.

Ce requin a été observé dans la mer des Moluques en Indonésie, à l'ouest de la grande île d'Halmahera. C'est une région tropicale aux eaux chaudes et riches en corail, qui constitue donc probablement le biotope de prédilection de cet animal. Il semble y vivre de manière presque benthique (c'est-à-dire posé sur le sol), sur des fonds sableux et rocheux calmes et détritiques. Son observation a été effectuée à une dizaine de mètres de profondeur, mais il pourrait fréquenter des profondeurs plus importantes.

## Découverte
Cette espèce a été observée pour la première fois en Indonésie, à une dizaine de mètres de profondeur au large de Ternate près de l'île d'Halmahera (qui lui a donné son nom), par une équipe scientifique composée de Gerald R. Allen, Mark V. Erdmann (d) et Christine L. Dudgeon (d).

## Publication originale
- (en) Gerald R. Allen, Mark V. Erdmann et Christine L. Dudgeon, « Hemiscyllium halmahera, a new species of Bamboo Shark (Hemiscyllidae) from Indonesia », Aqua, International Journal of Ichthyology, vol. 19, no 3,‎ 19 juillet 2013, p. 123-136 (ISSN 0945-9871 et 0945-9871, lire en ligne).